# La Légende de la perle d'or
Pour plus de détails, voir Fiche technique et Distribution.
La Légende de la perle d'or (衛斯理傳奇, Wai Si-Lei chuen kei) est un film d'aventures hongkongais réalisé par Teddy Robin et sorti en 1987 à Hong Kong. C'est l'adaptation du roman Wisely Series (en) de Ni Kuang.
Sam Hui se blesse gravement lors du tournage au Tibet en raison du manque d'oxygène, tombant très malade par la suite, ce qui eut un impact considérable sur la suite de sa carrière.
Il totalise 18 712 571 HK$ de recettes au box-office.

## Synopsis
Wisely (Sam Hui), le célèbre écrivain/aventurier, est piégé par son ami David Ko (Teddy Robin) pour aller l'aider à dérober la perle du dragon.

## Fiche technique
- Titre original : 衛斯理傳奇
- Titre français : La Légende de la perle d'or
- Réalisation : Teddy Robin
- Scénario : Philip Cheng, Gerald Liu et Calvin Poon
- Photographie : Peter Pau
- Musique : Lo Ta-yu (en)
- Production : Sam Hui
- Société de production : Cinema City Enterprises
- Société de distribution : Golden Princess Film Production
- Pays d'origine :  Hong Kong
- Langue originale : cantonais
- Format : couleur
- Genre : aventure
- Durée : 86 minutes
- Dates de sortie :
  -  Hong Kong : 22 janvier 1987
  -  Taïwan : 24 janvier 1987
  -  Allemagne de l'Ouest : 25 février 1988
  -  Argentine : 21 juillet 1988
  -  Tchécoslovaquie : 1er octobre 1989

## Distribution
- Sam Hui : Wisely
- Ti Lung : Pak Kei-wai
- Teddy Robin : David Ko
- Joey Wong : Sue Pak
- Alan Ko (en) : Petit maître
- Bruce Baron (en) : Howard Hope
- Heidi Makinen : l'assistant de Hope
- Blackie Ko : « Serpent à deux têtes »
- Lee Hoi-hing : Hing
- Paulo Tocha
- Wellington Fung : le faux David Ko
- Kim Fan : le gardien de Petit maître
- Ng Chiu-leung
- Lee Tak-shing
- Chen Chun-kun
- Chang Sing-kwong
- Eva Cobo